# Nedelichtche
Nedelichtche (en ukrainien : Неділище ou en russe : Неделище) est une commune urbaine de l'oblast de Jytomyr, en Ukraine. Sa population s'élevait à 808/ habitants en 2001. C'est le lieu de naissance de la chanteuse Nina Matvienko.

## Histoire
Le design du blason de la ville a été approuvé le 13 août 2013 - son auteur est l'artiste Nina Pavlovna Volochina.